# 人吉市立第一中学校

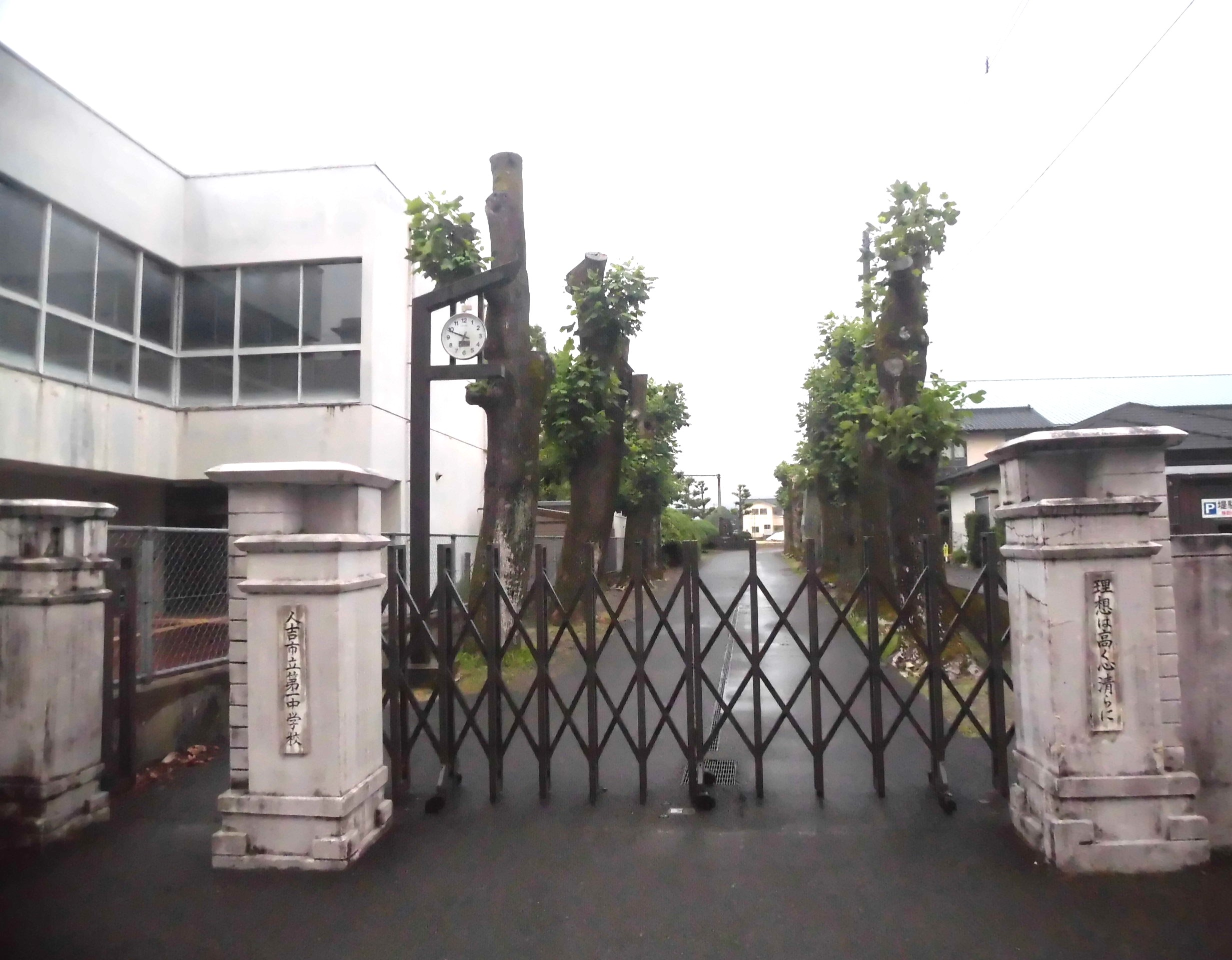
正門

人吉市立第一中学校（ひとよししりつ だいいちちゅうがっこう）は、熊本県人吉市土手町にある公立中学校。略称「人吉一中」、通称「一中（いっちゅう）」。

## 概要
歴史
1947年（昭和22年）に新制中学校として人吉市中心部に「西陵」・「河南」・「紅陵」の3校が創立した。校区改定等の理由で統合・改組を経て1949年（昭和24年）に現校名となった。2024年（令和6年）に創立75年を迎えた。
校訓
「理想は高く、心清らに」- 1959年（昭和34年）制定。
三綱領
「自立・勤労・協和」- 1959年（昭和34年）制定。
五訓
1. 規律を守り、責任を重んじよう
2. 礼節を尚び、豊かな心を身につけよう
3. 学業に励み、知識を磨こう
4. 常に健康・安全に留意し、剛健な身体をつくろう
5. 勤労を愛好し、世の人のためにつくそう

一中健児の指標
1. 若き日に　汝の志を立てよ
2. 若き日に　汝の心身を鍛えよ
3. 若き日に　汝の知能を磨け

校章
1950年（昭和25年）当時在職の教諭によってデザインされた。エジプトユリの花にヒントを経て、曲線を持たせた「中」の文字となっている。
校歌
1952年（昭和27年）制定。作詞は山口白陽、作曲は梅沢信一による。歌詞は3番まであり、各番の歌詞中に校名の「第一中学」が登場する。
通学区域
- 人吉市立人吉東小学校区
- 人吉市立東間小学校区

## 沿革
旧・西陵中学校・東陵中学校
- 1947年（昭和22年）4月1日 - 学制改革（六・三制の実施）により、新制中学校「人吉市立西陵中学校」が創立[3][4]。
  - 当時の小学校区は以下の通り
    - 人吉市立人吉東小学校
    - 人吉市立人吉西小学校
    - 人吉市立大畑小学校矢岳分校（後の人吉市立矢岳小学校）
- 1948年（昭和23年）4月5日 - 人吉東小校区が分離し、「人吉市立東陵中学校」が創立。
  - 人吉市立人吉東小学校および熊本県立人吉高等学校に併設される。
  - この時、学制改革で新制高等学校「熊本県立人吉高等学校」が発足し、旧制中学校から新制中学校への移行のための経過措置で設置された「併設中学校」としての役割も担っていた。
- 1949年（昭和24年）3月31日 - 熊本県立人吉高等学校併設中学校が廃止される（旧制中学校から新制中学校への移行完了）。

旧・河南中学校
- 1947年（昭和22年）4月1日 - 学制改革（六・三制の実施）により、新制中学校「人吉市立河南中学校」が創立。
  - 当時の小学校区は以下の通り
    - 人吉市立東間小学校（中学校本校が併設）
    - 人吉市立大塚小学校（大塚分校が併設）
    - 人吉市立大畑小学校（大畑分校が併設）
- 1948年（昭和23年）4月 - 旧・熊本県立人吉高等女学校校舎に移転。

統合
- 1949年（昭和24年）
  - 4月1日 - 上記2校（東陵・河南）が統合の上、「人吉市立南中学校」になる。大塚分校・大畑分校が移管される。生徒数1,330。
  - 4月28日 - 「人吉市立第一中学校」（現校名）に改称。
- 1950年（昭和25年）5月20日 - 校章を制定。
- 1951年（昭和26年）4月1日 - 大畑分校が分離の上、人吉市立大畑中学校として独立。
- 1952年（昭和27年）- 校歌を制定。生徒会が発足。
- 1954年（昭和29年）4月1日 - 大塚分校が分離の上、人吉市立第四中学校として独立。
- 1958年（昭和33年）11月28日 - 創立10周年記念式典を挙行。
- 1959年（昭和34年）
  - 2月 - 火災のため、校舎3棟（18教室）および屋内体操場を焼失。
  - 4月 - 校訓「理想は高く、心清らに」および「綱領「自立・勤労・協和」を制定。
- 1960年（昭和35年）2月11日 - 新校舎が完成。
- 1961年（昭和36年）5月 - 第三校舎（10教室）が完成。
- 1962年（昭和37年）4月 - 在籍生徒数が1,721名で最大を記録（ピーク）。
- 1963年（昭和38年）4月1日 - 特殊学級を開設。
- 1965年（昭和40年）11月 - 第1回文化祭を開催。
- 1967年（昭和42年）4月 - 第三校舎南側の運動場を拡張。
- 1968年（昭和43年）3月 - 運動場の南側を拡張。
- 1971年（昭和46年）4月28日 - この日を開校記念日に制定。開校記念式典を開始。
- 1972年（昭和47年）9月 - 完全給食を実施。
- 1973年（昭和48年）4月 - 耕心館（体育館兼講堂）が完成。
- 1974年（昭和49年）5月 - クラブ後援会が発足。 運動会で「一中体操」が始まる
- 1977年（昭和52年）
  - 9月 - プールが完成。
  - 11月 - 運動場に夜間照明設備を完備。
- 1978年（昭和53年）5月 - クラプ後援会を「クラブ育成会」に改称。
- 1992年（平成4年）9月 - 新校舎が完成。
- 1994年（平成6年）1月 - 新耕心館（体育館）が完成。
- 1996年（平成8年）3月 - クラブハウス（部室）が完成。
- 1998年（平成10年）10月30日 - 創立50周年記念式典を挙行。
- 2005年（平成17年）4月1日 - 人吉市立第四中学校を統合。
- 2006年（平成18年）10月 - 学校運営協議会を設立。コミュニティ・スクールに指定される。
- 2014年（平成26年）9月 - 文化祭を「耕心祭」に名称変更。
- 2015年（平成27年）5月 - 運動会を「体育祭」に名称変更。
- 2019年（令和元年）3月9日 - 創立70周年記念関連行事を開催。

## 歴代校長
- 1949年（昭和24年）- 初代 佐々木高綱
- 1954年（昭和29年）- 第2代 上田富雄
- 1957年（昭和32年）- 第3代 井上滋
- 1966年（昭和41年）- 第4代 宮原敏夫
- 1969年（昭和44年）- 第5代 坂口成行
- 1970年（昭和45年）- 第6代 吉澤典雄
- 1976年（昭和51年）- 第7代 林健彦
- 1981年（昭和56年）- 第8代 別府成實
- 1985年（昭和60年）- 第9代 竹田鶫
- 1986年（昭和61年）- 第10代 廣永清一
- 1990年（平成2年）- 第11代 大瀬敏克
- 1994年（平成6年）- 第12代 小林英敏
- 1997年（平成9年）- 第13代 鳥井正徳
- 1999年（平成11年）- 第14代 丸小野泰之
- 2002年（平成14年）- 第15代 瀬口汎敏
- 2006年（平成18年）- 第16代 佐藤邦壽

## 委員会
- 生活委員会
- 保健委員会
- 交通委員会
- 給食委員会
- 図書委員会
- 美化委員会
- 放送委員会
- 体育委員会
- 代議委員会
- エコスクールライフ委員会

## 部活動
運動部
- 軟式野球部
- サッカー部
- ソフトテニス部
- バスケットボール部
- 女子バレーボール部
- 女子ソフトボール部
- 柔道部
- 水泳部
- 卓球部
- 剣道部
- 陸上部
- ハンドボール部

文化部
- 吹奏楽部
- 合唱部（2012年 廃部）
- 美術部

## 著名な出身者
- 轟悠 - 元宝塚歌劇団専科男役

## 交通アクセス
最寄りの鉄道駅
- JR九州 肥薩線 「人吉駅」

最寄りのバス停留所
- 九州産交バス 「人吉市立第一中学校前」停留所

## 周辺
- 熊本地方裁判所人吉支部
- 繊月酒造
- 地域医療機能推進機構人吉医療センター
- 熊本地方法務局人吉支局
- 武家屋敷
- 人吉新町郵便局
- 永国寺
- 球磨川
- 胸川
- 人吉城跡
- 人吉市役所
- 人吉温泉新温泉